# Defensa Petrov
|       |       |       |       |       |       |       |       |       |  |
|       | a8 rd | b8 nd | c8 bd | d8 qd | e8 kd | f8 bd | g8    | h8 rd |  |
| a7 pd | b7 pd | c7 pd | d7 pd | e7    | f7 pd | g7 pd | h7 pd |       |  |
| a6    | b6    | c6    | d6    | e6    | f6 nd | g6    | h6    |       |  |
| a5    | b5    | c5    | d5    | e5 pd | f5    | g5    | h5    |       |  |
| a4    | b4    | c4    | d4    | e4 pl | f4    | g4    | h4    |       |  |
| a3    | b3    | c3    | d3    | e3    | f3 nl | g3    | h3    |       |  |
| a2 pl | b2 pl | c2 pl | d2 pl | e2    | f2 pl | g2 pl | h2 pl |       |  |
| a1 rl | b1 nl | c1 bl | d1 ql | e1 kl | f1 bl | g1    | h1 rl |       |  |
|       |       |       |       |       |       |       |       |       |  |

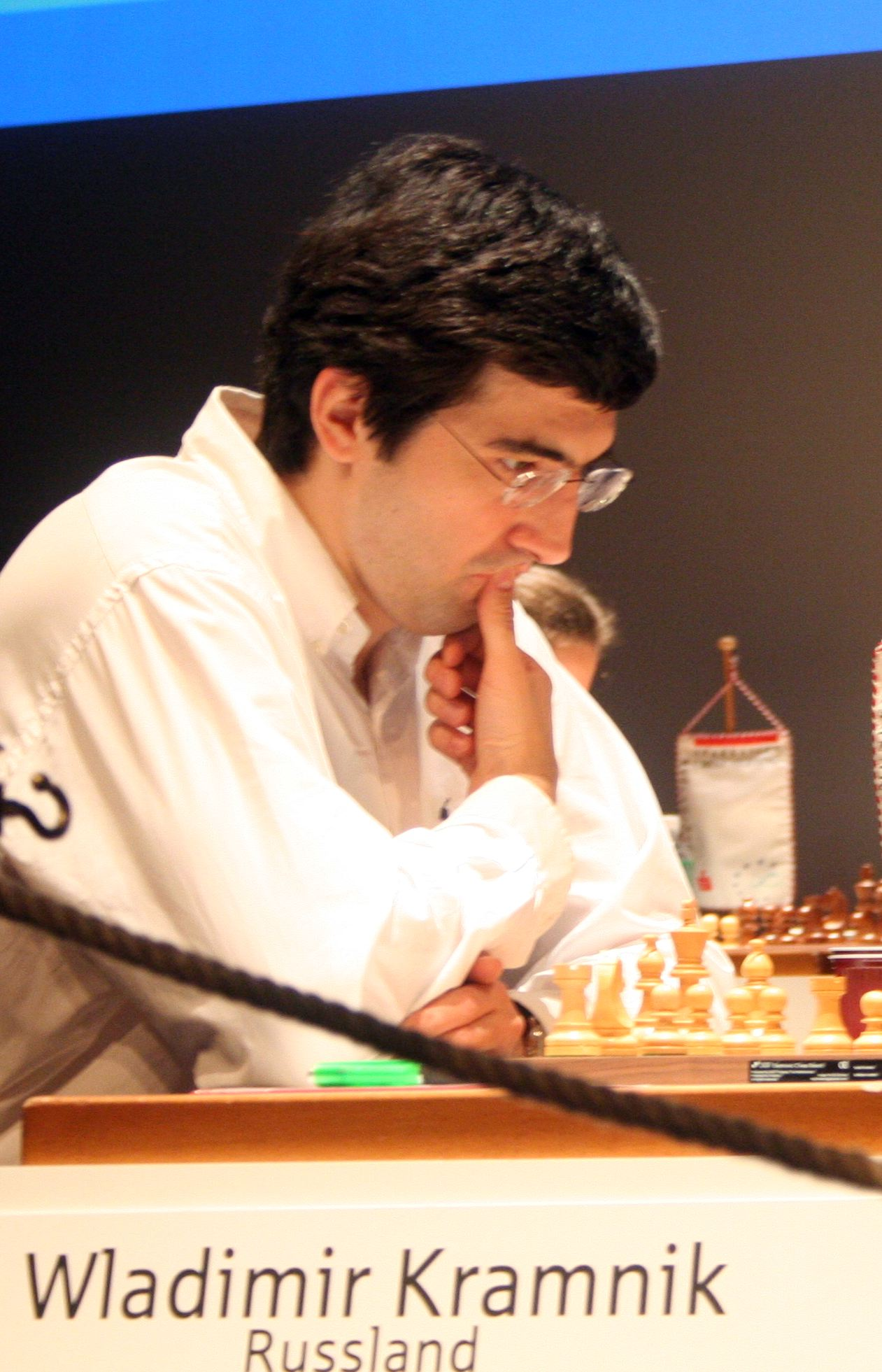
Vladímir Krámnik (Gran Maestro) en 2006

La Defensa Petrov, o rusa, (ECO C42-C43) es una de las defensas más eficaces a la hora de conseguir igualdad, pero también es cierto que es muy difícil ganar con ella. Esta fama de tablífera ha relegado a esta apertura en la práctica magistral, y por ende, en la consideración de los aficionados. No obstante, si bastan unas tablas para obtener un buen resultado, esta es la defensa más segura. Lo que hoy se conoce como Defensa Petrov ya aparece en el libro de Lucena —el primer libro sistemático de ajedrez—, pero era considerada incorrecta. Fueron los análisis de Alexander Petrov a comienzos del siglo XIX los que revitalizaron la defensa, y en su honor lleva su nombre. Esta misma defensa se puede encontrar con la grafía Petroff, que corresponde a la transcripción al francés del nombre ruso.
La idea fundamental de la apertura consiste en ser tan agresivo como el blanco luchando por el centro. 
Línea principal
La apertura parte de la posición 1.e4 e5 2.Cf3 Cf6
3.Cxe5 Línea principal
3. .. Cxe4
3. .. De7
3. .. Cc6 Gambito Stafford
3. .. d6
4.Cxf7 Gambito Cochrane
4.Cc4
4.Cf3 Cxe4
5.d3
5.c4
5.Cc3
5.De2
5.d4
5. .. Cf6
5. .. d5 6.Ad3
6. .. Ad6 7.0-0 0-0 8.c4 Ag4 9.cxd5 f5 10.Te1 Axh2+
6. .. Ae7 7.0-0 Cc6
8.c4
8.Te1 Ag4 9.c3 f5
10.Cbd2
10.c4 Ah4
3.d4 Segunda línea
3. .. Cxe4 4.Ad3 d5 5.Cxe5
5. .. Ad6 6.0-0 0-0 7.c4 Axe5
5. .. Cxf2 6.Rxf2 Dh4+ 7.Rf1! Dxd4??
8.Cf3!!
8.Ab5+ Seguido de 9.Dd4 +-
3. .. exd4
4.Ac4
4.e5 Ce4
5.Dxd4 d5 6.exd6 Cxd6
5.De2 Cc5 6.Cxd4 Cc6
3.Cc3
3.Ac4
El Gambito Stafford con 3...Cc6 se ha hecho muy popular en los últimos años a partir de los análisis del maestro Eric Rosen, siendo una apertura muy utilizada para jugar en modalidades rápidas online. En este gambito las negras entregan el peón en e5 y aceptan con el intercambio de caballos en c6 que su peón d quede doblado con el peón c, para obtener, a cambio, la apetura de la columna dama, la activación de su alfil dama y la remoción del caballo blanco del rey que dejará al enroque blanco vulnerable, ante el ataque que el negro buscará desplegar rápidamente. El esquema de ataque de las negras consistirá en ubicar su alfil de casillas negras en c5 para combinarlo con un caballo en g4 y la dama que intentará ir a h4, en dicho esquema, si las blancas amenazan el caballo de g4 con un peón en h3, las negras jugarán rápidamente h5 para sacrificar el caballo a cambio de la eventual apertura de la columna h, situación en que la torre empezaría a cooperar en el ataque y las blancas estarían perdidas.
La trampa más común: 
1 e4  e5 2Cf3 Cf6 3Cxe5 Cc6 4Cxc6 dxc6 5Cc3 Ac5 6d3? 
Ahí las blancas permiten que el caballo y el alfil combinen su acción sobre el punto débil f2 
6.... Cg4  
Y las blancas deberán entregar su alfil y un peón en e3  
7 Ae3 Cxe3 
8 fxe3 Axe3 
Si en lugar de 6.d3 las blancas juegan 6.Ac4 responderán a Cg4 con enroque (0-0) y es ahí que las negras con 7...Dh4 se habrán lanzado al ataque de un enroque vulnerable por la ausencia del caballo en su casilla natural f3. En esta posición la dama y el caballo estarán amenazando mate en h2, pero también por el apoyo del afil en c5 estarán amenazando ganar el peón de f2 que es atacado por tres piezas y defendido sólo por dos. Para evitar el mate las blancas deberán jugar 8.h3 y las negras capturarán en f2 con su caballo amenazando la dama y jaque descubierto por la acción del alfil de c5. Si las blancas juegan 9.Df3 las negras darán mate en pocas jugadas: 9... Cxh3+! 10.Rh1 Cf2+ 11.Rg1 Dh1++  
Viendo el poderío del ataque con el caballo en g4, las blancas podrían verse tentadas a jugar 6.Ae2 en lugar de Ac4, justamente para dominar la casilla g4 y evitar esa maniobra. Las negras para insistir con ese plan jugarán 6...h5 para brindar apoyo al caballo que busca ir a g4, y las blancas jugarán 7.h3 para impedirlo. Ahí las negras jugarán Dd4 amenazando mate en f2, a lo cual las blancas responderán con naturalidad enrocándose (0-0). Es aquí que el caballo irá a g4 sacrifcándose para activar la torre negra: 9. hxg4 hxg4. Aquí las blancas deben jugar 10.g3, si juegan 10.d3 la jugada De5 con el alfil negro clavando el peón de f2 gana la partida puesto que el avance del peón a g3 será respondido con Dxg3++. Ante 10.g3 por parte de las blancas, la maniobra de las negras es la misma: De5, amenazando Dxg3++, con lo cual la única jugada para las blancas es 11.Rg2, pero aquí la brillante 11...Axf2! decide la partida, ya sea que las blancas tomen con rey o con torre. Si las blancas toman con torre, las negras juegan Dh5, amenazando Dh2+ y Dh1++. Las blancas pueden intentar 13.Tf4 para hacerle lugar al rey, pero Dh2+, Rf1, Dxf3 con la amenaza de Th1++ deja perdidas a las blancas. Mientras que 12.Rxf2 pierde ante Th2+, Re3, Dg3+, Rd4, Ae6 y las blancas recibirán mate en pocas jugadas.   